# Colonia Martínez Peña
Colonia Martínez Peña är en ort i Mexiko.   Den ligger i kommunen Cuautla och delstaten Morelos, i den sydöstra delen av landet, 70 km söder om huvudstaden Mexico City. Colonia Martínez Peña ligger 1 291 meter över havet och antalet invånare är 127.
Terrängen runt Colonia Martínez Peña är kuperad åt sydväst, men åt nordost är den platt. Runt Colonia Martínez Peña är det ganska tätbefolkat, med 222 invånare per kvadratkilometer. Närmaste större samhälle är Cuautla Morelos, 4,9 km öster om Colonia Martínez Peña. Omgivningarna runt Colonia Martínez Peña är en mosaik av jordbruksmark och naturlig växtlighet.